# آل كرم (حبيل جبر)

تعديل مصدري - تعديل

ال كرم هي إحدى قرى عزلة حبيل جبر بمديرية حبيل جبر التابعة لمحافظة لحج، بلغ تعداد سكانها 17 نسمة حسب تعداد اليمن لعام 2004.